# Ștefan Șchiopul
 (novembre 2017).
Ștefan Șchiopul ou Ștefăniță (né le 31 juillet 1584 et mort le 21 mars 1602) fut co-prince de Moldavie de 1589 à 1591.

## Biographie
Fils de Petru Șchiopul (Pierre VI le Boiteux), il est né en 1584 et est associé au trône par son père de 1589 à 1591. Exilé avec lui en Autriche, il prétendra au trône de Moldavie. En 1600, il épouse Florica Bassarab, fille de Mihai Viteazul. Il meurt à Bolzano, dans le Trentin, le 21 mars 1602.